# Suctobelbella armata
Suctobelbella armata är en kvalsterart som beskrevs av Hammer 1982. Suctobelbella armata ingår i släktet Suctobelbella och familjen Suctobelbidae. Inga underarter finns listade i Catalogue of Life.